# 鹿児島県道210号小山田谷山線
鹿児島県道210号小山田谷山線（かごしまけんどう210ごう こやまだたにやません）は、鹿児島県鹿児島市から日置市を経由し、再び鹿児島市に至る一般県道である。

## 概要
鹿児島都市計画において「鹿児島広域都市圏外環状道路」として位置づけられており、都市計画決定からおおむね10年以内に整備を行うとしている。

### 路線データ
- 起点：鹿児島県鹿児島市小山田町（バイパス：小山田西交差点（国道3号交点）、現道：塚田北交差点（国道3号交点））
- 終点：鹿児島県鹿児島市谷山（愛の聖母園前交差点、鹿児島県道20号鹿児島加世田線交点）
- 陸上距離：19.072 km（旧道部：8.552 km）[1]
- 主な経由地：鹿児島市春山町

## 歴史
- 1940年（昭和15年）4月 - 鹿児島郡伊敷村大字小山田から日置郡上伊集院村を経由し鹿児島郡谷山町に至る路線が、鹿児島県道小山田谷山線として認定される[3]。
- 2005年（平成17年）4月 - 鹿児島市小山田町の小山田西交差点から鹿児島市石谷町の仁田尾北交差点までを結ぶバイパスが全線開通する[4]。

## 路線状況

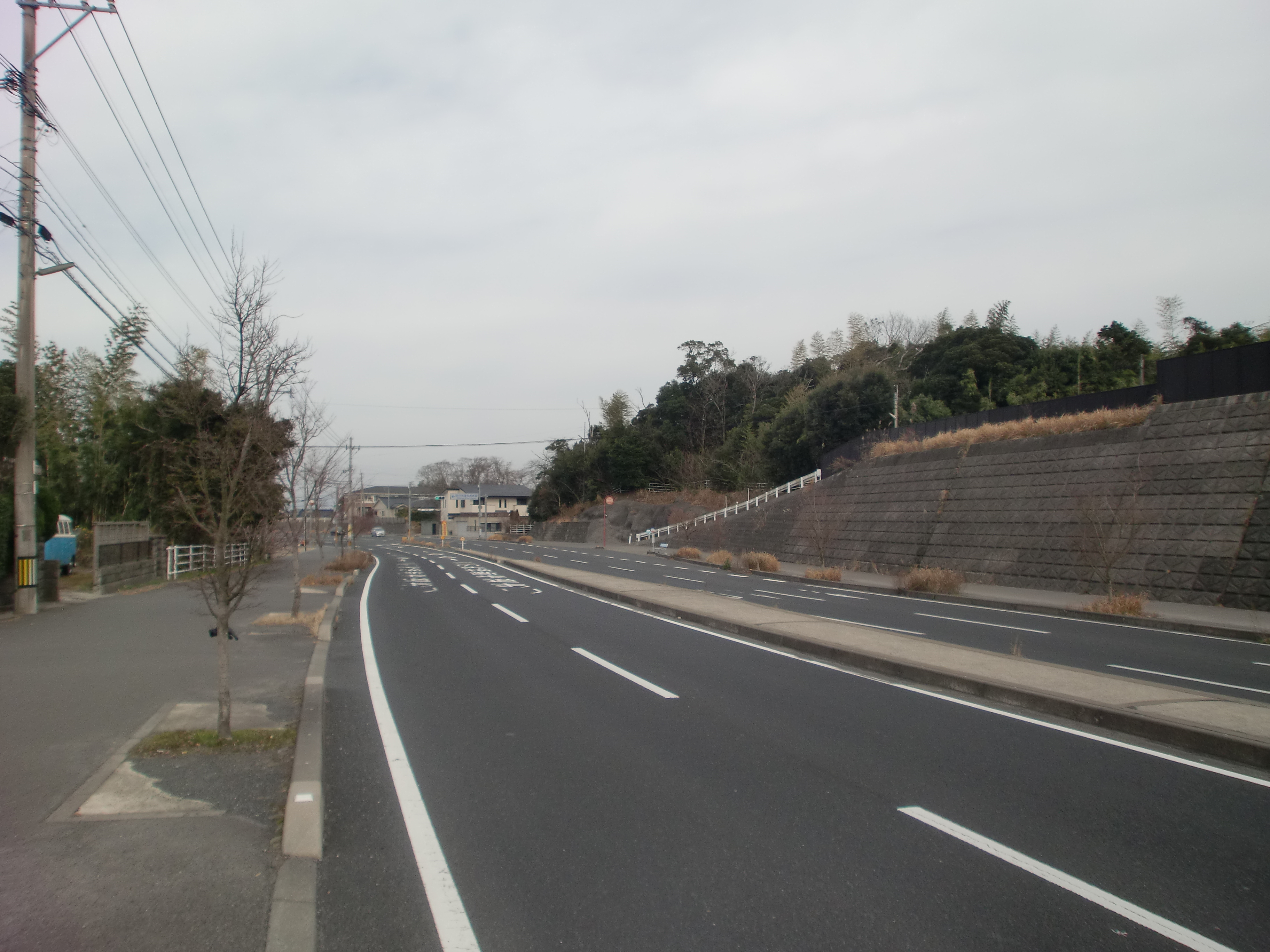
バイパスを小山田町方面に望む（鹿児島市石谷町）

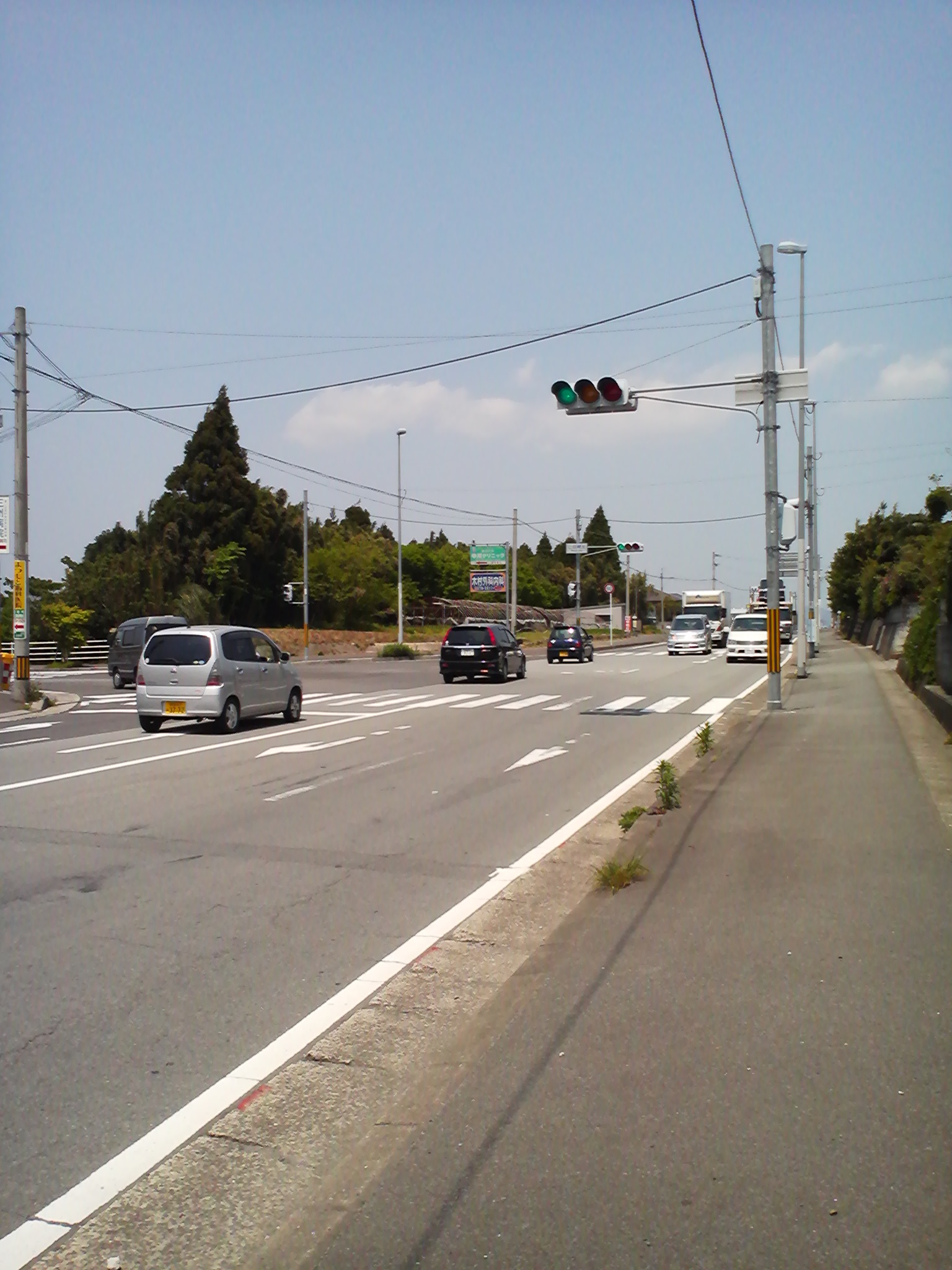
仁田尾北交差点（鹿児島市街方面）、この交差点より春山口交差点まで県道24号と重複する

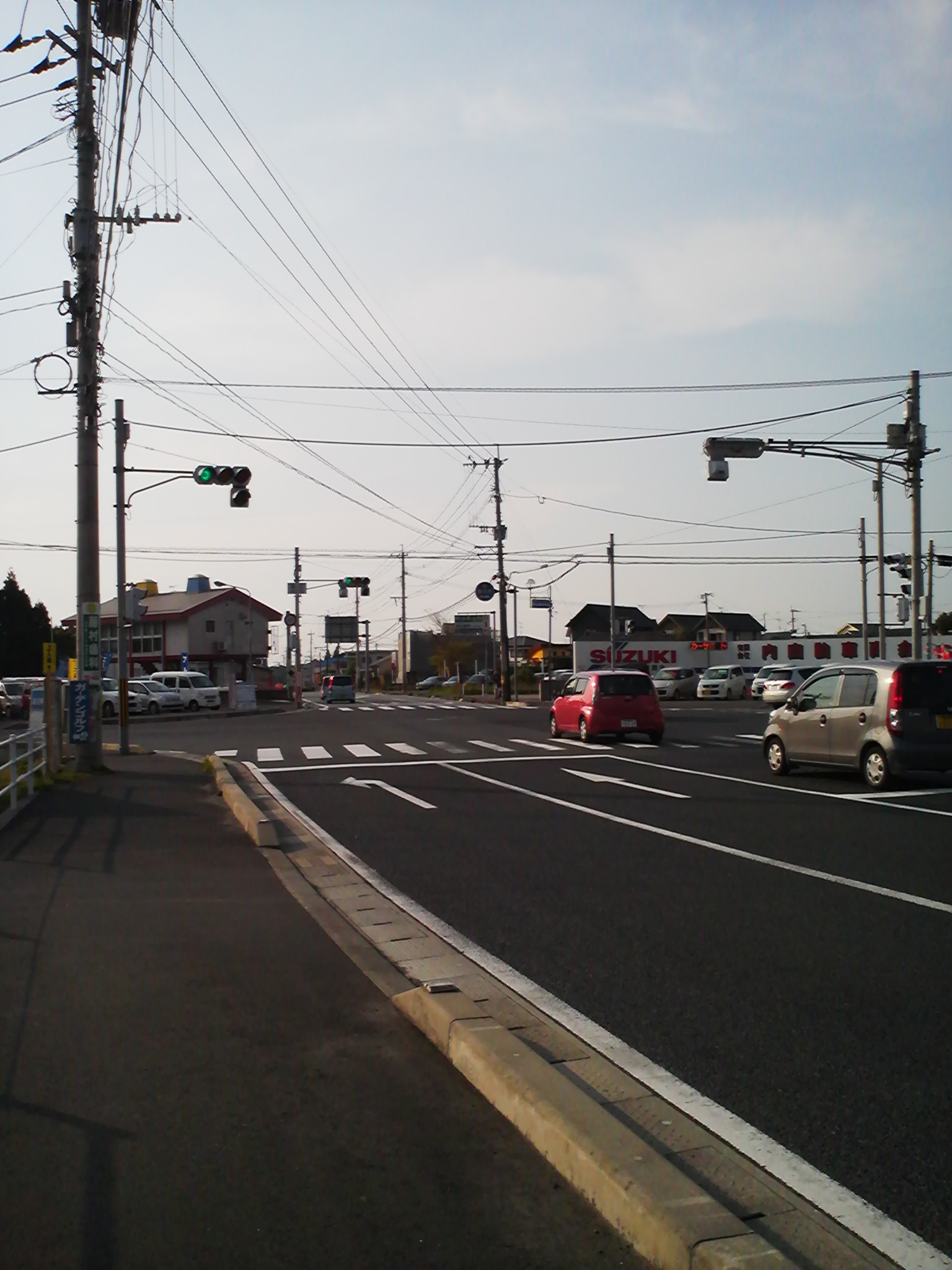
春山交差点（永吉方面）、この交差点より山田交差点まで県道35号と重複する

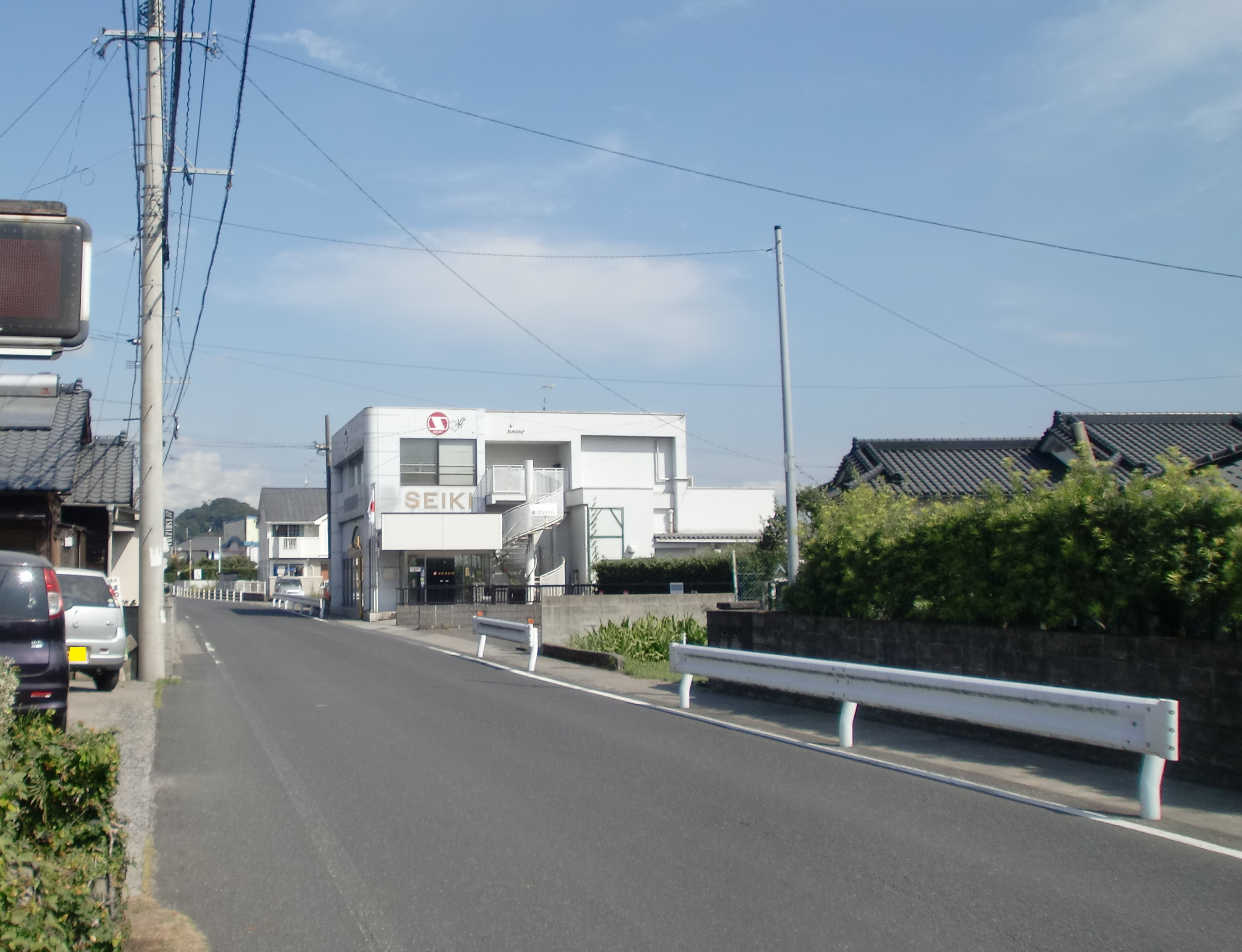
上福元町（小山田方面）

### 共通区間
愛の聖母園前交差点から山田交差点までの区間は住宅密集地で、拡張工事が困難であり幅員が狭い最も狭い場所では片側1.5車線になる区間がある。また、幅員が狭いゆえに日々渋滞が起こる現在、山田交差点付近で拡張工事が進んでおり、拡張されると片側2車線になる。
山田交差点から春山交差点までの区間は鹿児島県道35号永吉入佐鹿児島線と重複している区間である。この区間は全体的に農村風景が広がっているが、意外と交通量が多く、定期的に渋滞する交差点がいくらか存在する。春山交差点から仁田尾北交差点までの区間は住宅地と茶畑の広がる区間になる。車線は片側1車線に改良されている。鹿児島市内と各方面（日置・いちき串木野方面など）を結び交通量が多い春山交差点は大改良がおこなわれた。

### 犬迫経由ルート
犬迫経由ルートとは、上図に示している谷山より山田町・春山町・石谷町・犬迫町を通り、小山田町塚田に至るルートである。ただし、この項目では石谷町仁田尾から犬迫町を通り小山田町塚田に至るルートについて述べる。
仁田尾北交差点から石谷の区間は以前、両側1車線の幅員の非常に狭い区間がほとんどの区間であり、南九州西回り自動車道松元IC付近も片側1車線であった。現在この区間のほとんどの区間はバイパス道路の用地として供用されている。周辺は住宅地である。
石谷から六ヶ所までの区間も仁田尾から石谷間と同じく両側1車線の区間がある。この区間は、バイパスのルートから外れていて、交通量が最も少ない区間になる。周辺は茶畑を中心とした農村風景が広がっている。六ヶ所から犬迫までの区間は鹿児島県道206号徳重横井鹿児島線と重複している。また、バイパス区間を遠回りしているため、このルートを通行する人は少ないと思われる。途中の旧犬迫農協上支所前の交差点を犬迫方面に向かわずに武岡方面に向かう車が多い、ここから徐々に拡幅が始まっているが、ほとんど進んでいない。犬迫から塚田北交差点までの区間はかごしま健康の森公園に向かう車が非常に多い。そこを過ぎると非常に交通量が減る。終点付近もバイパス区間が開通してから極端に交通量が少ない。終点の塚田北交差点で国道3号と接続する

### バイパス区間
バイパス区間とは、犬迫経由ルートのバイパス道路である。犬迫経由ルートとは異なる位置に始点を持つ。ここではバイパス区間について述べる。
小山田西交差点（国道3号交点）から松元ICまでの区間は片側1車線の道路であり周辺には民家は数件程度しかない、周辺の公共施設にはチェスト館などの物産館がある。また、現在沿線で多数の開発が始まりつつある。松元ICから仁田尾北交差点までの区間は片側2車線の道路である。周辺は住宅街で一部の地域で開発がおこなわれている。また、途中でガーデンヒルズ松陽台や日置市方面に接続している。
- バイパス（鹿児島市小山田町の小山田西交差点から同市石谷町の仁田尾北交差点まで）4 - 2車線
  - 道路規格：第3種第2級
  - 設計速度：60 km/h
  - 総事業費：約156億円

### 重複区間
- 鹿児島県道206号徳重横井鹿児島線（鹿児島市犬迫町・犬迫小前交差点 - 日置市伊集院町竹之山）
- 鹿児島県道24号鹿児島東市来線（鹿児島市上谷口町・仁田尾北交差点 - 鹿児島市上谷口町・春山口交差点）
- 鹿児島県道35号永吉入佐鹿児島線（鹿児島市春山町・春山交差点 - 鹿児島市山田町・山田交差点）

### 車線数
| 車線数    | 区間                                                                             |
| --------- | -------------------------------------------------------------------------------- |
| 片側2車線 | 鹿児島市石谷町 - 鹿児島市石谷町・松元IC入口交差点・山田交差点 - 谷山北中前交差点 |
| 片側1車線 | 上記以外の区間                                                                   |

## 地理

### 通過する自治体
- 鹿児島市
- 日置市
- 鹿児島市

### 交差する道路
※起点から順に
| 交差する道路                                                                        | 市町村名 | 交差する場所   | 交差する場所                                                                                               |
| ----------------------------------------------------------------------------------- | -------- | -------------- | --- |
| 国道3号                                                                             | 鹿児島市 | 小山田町       | 塚田北交差点 / 起点                                                                                        |
| 国道3号                                                                             | 鹿児島市 | 小山田町       | 小山田西交差点 / バイパス起点【北緯31度39分29.2秒 東経130度28分52.0秒 / 北緯31.658111度 東経130.481111度】 |
| 鹿児島県道206号徳重横井鹿児島線 重複区間起点                                        | 鹿児島市 | 犬迫町         | 犬迫小前交差点                                                                                             |
| 鹿児島県道206号徳重横井鹿児島線 重複区間終点 鹿児島県道210号小山田谷山線 / バイパス | 日置市   | 伊集院町竹之山 | |
| E3A 南九州西回り自動車道                                                            | 鹿児島市 | 石谷町         | 松元IC |
| 鹿児島県道24号鹿児島東市来線 重複区間起点                                           | 鹿児島市 | 上谷口町       | 仁田尾北交差点                                                                                             |
| 鹿児島県道24号鹿児島東市来線 重複区間終点                                           | 鹿児島市 | 上谷口町       | 春山口交差点                                                                                               |
| 鹿児島県道35号永吉入佐鹿児島線 重複区間起点                                         | 鹿児島市 | 春山町         | 春山交差点                                                                                                 |
| 指宿スカイライン                                                                    | 鹿児島市 | 山田町         | 山田IC |
| 鹿児島県道35号永吉入佐鹿児島線 重複区間終点                                         | 鹿児島市 | 山田町         | 山田交差点                                                                                                 |
| 鹿児島県道20号鹿児島加世田線                                                        | 鹿児島市 | 上福元町       | 愛の聖母園前交差点 / 終点                                                                                  |

### 交差する鉄道
- 九州新幹線
- 鹿児島本線

### 沿線
- 鹿児島市立犬迫小学校
- 鹿児島市立谷山北中学校
- 鹿児島市立中山小学校
- 鹿児島市立春山小学校
- 鹿児島市立石谷小学校